# Roberto Ranzani
Roberto Ranzani (Robecco sul Naviglio, 6 dicembre 1942 – Ferrara, 30 marzo 2016) è stato un dirigente sportivo e calciatore italiano, di ruolo difensore.

## Carriera

### Giocatore
Scoperto giovanissimo da Paolo Mazza, arrivò alla SPAL verso la fine degli anni cinquanta ed esordì in Serie A a Torino contro la Juventus il 20 gennaio 1962. Ceduto in prestito alla Mestrina, tornò alla SPAL e giocò come titolare in Serie B.
Ceduto in comproprietà al Genoa in cambio di Antonio Colombo nel 1965, tornò a Ferrara l'anno successivo. Militò quindi nella Reggiana nel 1966-1967, poi di nuovo alla SPAL e venne ceduto definitivamente al Benevento in Serie D assieme a Giorgio Fogar nel 1970. Concluse nel 1976 la sua carriera di calciatore in Serie C nel Crotone.
Ranzani ha giocato 10 partite in Serie A, 100 in Serie B (segnando una rete), oltre 200 in Serie C e un centinaio di gare in Serie D.

### Dirigente
Dismessa l'attività di calciatore, diventò dirigente sportivo iniziando proprio con il Crotone nel 1977 per proseguire con il Cosenza che lo ebbe dirigente in tre occasioni, nel 1979, dal 1984 al 1991 e con cui conquistò la Serie B nel 1988, infine nel 1994. Fu poi a Campobasso nel 1980, alla Casertana dal 1981 al 1984, al Perugia nel 1992 e al Ravenna nel 1995. Tornò quindi a Ferrara con la SPAL in due occasioni: nel 1997 fino al 2000 e nel 2002 sino al 2007. Dopo avere svolto per alcuni anni la professione di procuratore sportivo per conto di diversi calciatori, nell'estate 2012 ritornò alla SPAL nelle vesti di azionista di minoranza (5%) e presidente. Nella sua carriera da Direttore Sportivo vanta 5 promozioni tra i professionisti (Cosenza 2 volte, Ravenna, SPAL e Perugia) e una sola retrocessione (Avellino 1991/92).
È scomparso improvvisamente il 30 marzo 2016 a Ferrara, sua città d'adozione, all'età di 73 anni.

## Palmarès

### Giocatore

#### Competizioni nazionali
- Serie D: 1

Benevento: 1973-1974